# Slåttertjärnen, Norrbotten
Slåttertjärnen är en sjö i Bodens kommun i Norrbotten och ingår i Luleälvens huvudavrinningsområde. Sjöns area är 0,198 kvadratkilometer och den befinner sig 288 meter över havet.